# Natriumcyanat
Natriumcyanat ist das Natriumsalz der Cyansäure mit der Formel NaOCN.

## Eigenschaften
NaOCN ist ein farbloses, geruchloses und wasserlösliches Salz mit einem Schmelzpunkt von 550 °C. Es zersetzt sich vor dem Siedepunkt, wobei Cyanwasserstoff, Natriumoxid, Stickstoffoxide, Kohlenmonoxid und Kohlendioxid entstehen. Seine wässrige Lösung reagiert alkalisch. In wässriger Lösung hydrolysiert es langsam zu Ammoniak und Formiat.

## Herstellung
Natriumcyanat wird im Labor durch Einleiten von Luft in eine Natriumcyanidschmelze hergestellt.
{\displaystyle \mathrm {2\ NaCN\ +\ O_{2}\ \longrightarrow \ 2\ NaOCN} }
In der Technik wird es durch Zusammenschmelzen von Harnstoff und Natriumcarbonat hergestellt. 
{\displaystyle \mathrm {2\ CO(NH_{2})_{2}\ +\ Na_{2}CO_{3}\ \longrightarrow } }{\displaystyle \mathrm {2\ NaOCN\ +2\ NH_{3}\ +\ CO_{2}\ +\ H_{2}O} }

## Verwendung
Natriumcyanat wird bei der Herstellung von Herbiziden als Brückenbildner zwischen reaktiven Molekülen verwendet. 
Einige Hersteller des Insektizids Methylisocyanat nutzen eine alternative Reaktionsführung unter Verwendung von Natriumcyanat. 
In der Stahlbearbeitung nutzt man sowohl Natrium- als auch Kaliumcyanat zur Oberflächenhärtung von Stahlteilen. Beispiel hierfür sind die Laufflächen der Zylinder in Kolbenmotoren.
Natriumcyanat wird als Textilhilfsmittel für Proteinfasern und zur Herstellung von substituierten Harnstoffen verwendet.